# 陳正卿
陈正卿（?—?），本名晋，以字行，颍川人。
陳仁之孫，陈诜之子，世代樂善好施。陈诜娶黄公度之女，生一子陈周卿，黃氏早卒，继娶卓氏，生有陈正卿、陈俊卿兄弟。陈正卿自幼好学，曾官郏城县尉，有政绩。陈宋卿、陈周卿與陈正卿、陈俊卿被稱為四卿。陈正卿曾從徐渊子處得《風俗通義》殘本。宝应元年八月二日去世。